# Río Waikato
El río Waikato es el río más largo de Nueva Zelanda. Tiene una longitud de 425 km desde su fuente en el lago Taupo hasta su estuario al mar de Tasmania. Waikato significa ‘Agua Corriente’ en el idioma maorí.
La primera villa a su lado es Taupo en la región de Waikato. Entonces, el río Waikato es la frontera entre Waikato y la región de Bay of Plenty. Corre en los depósitos del lago Ohakuri y lago Atiamuri (en Bay of Plenty en su totalidad) antes de volver a Waikato y el depósito del lago Maraetei y el lago natural de lago Waiparera. Más tarde, hay los depósitos del lago Arapuni y el lago Karapiro. El Waikato corre en la villa de Cambridge y su única ciudad, Hamilton. Después de Hamilton el río es la frontera entre Waikato y la región de Auckland y su estuario empieza: hay unas islas pequeñas. Gira en Auckland en su totalidad y desemboca al mar de Tasmania después de Port Waikato. 
Hay lugares en el río donde el nivel de arsénico es 0,035 g/m³. Desde 2002, un tubo con una longitud de 35 km tome 75 millones de litros de agua a Auckland, la ciudad más grande de Nueva Zelanda, para 8 % de sus necesidades.